# Iférouane
Iférouane est une oasis et une commune rurale du Niger, dans la région d'Agadez, chef-lieu du département éponyme d'Iférouane. La ville est principalement peuplée de touaregs sédentarisés pratiquant l'élevage et l'agriculture dans les environs de l'oasis. 

## Géographie

Iférouane se trouve en bas à droite sur la carte.

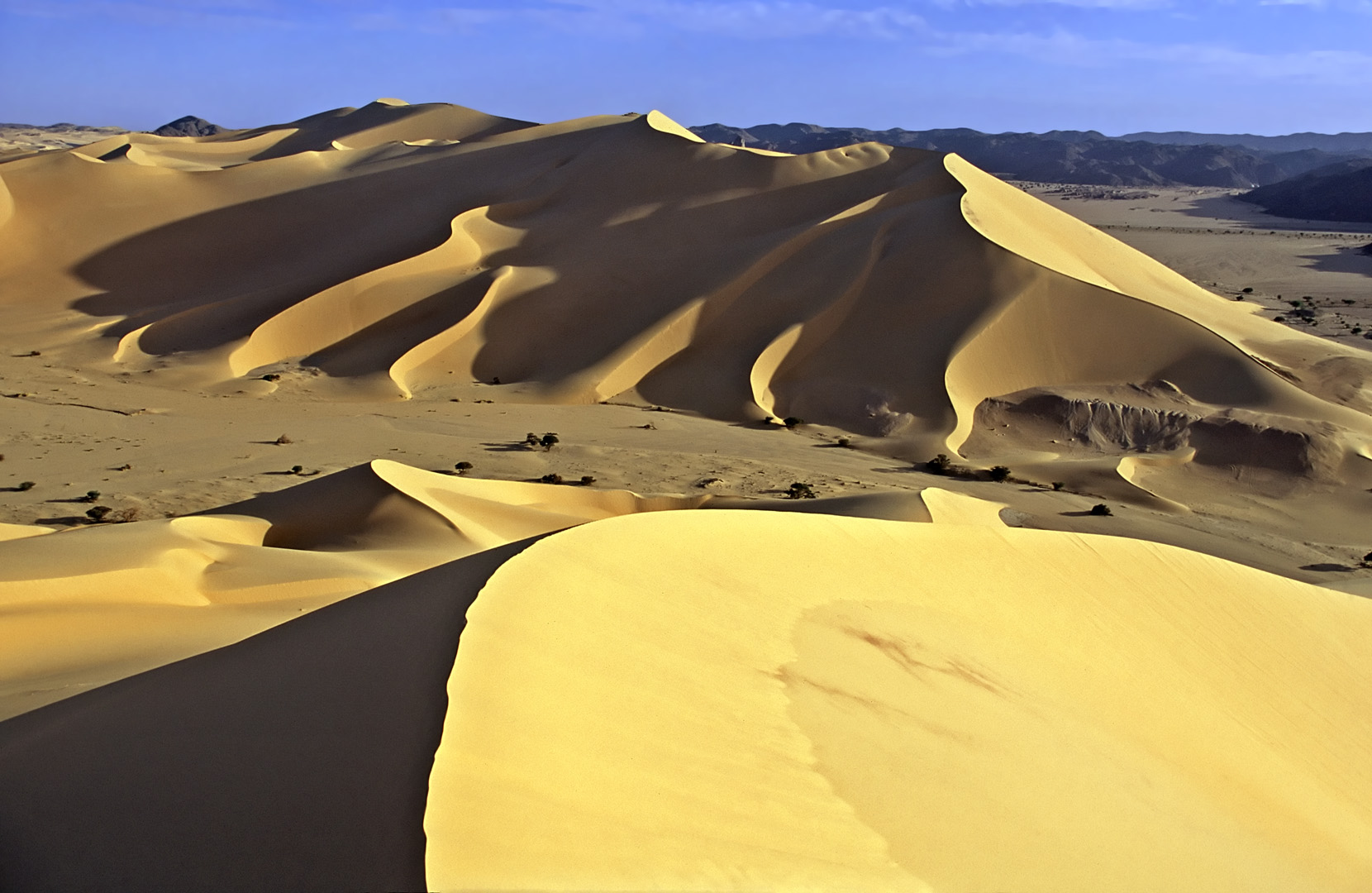
Vallée sèche de Témet, au nord d’Iferouane.

Iférouane est située dans la vallée de l'Ighazar, au nord du massif de l'Aïr, à 910 km de Niamey, à 240 km d'Agadez et à 120 km d'Arlit.
| Tazrouk ( Algérie) | Djanet ( Algérie) |       |
| Gougaram           | Iférouane         | Djado |
| Gougaram           | Timia             | Fachi |

L'aéroport d'Iférouane permet de rejoindre la commune.

## Historique
La mission Foureau-Lamy y a passé quelques semaines en 1899, notamment à la suite de la traversée particulièrement difficile du Ténéré en provenance du sud algérien. Les populations touaregs de la zone s'étant montrées particulièrement belliqueuses à l'encontre de l'expédition, la mission a rapidement poursuivi sa route à travers l'Aïr vers Agadez.
La ville d'Iférouane, de par son isolement géographique, n'a que très faiblement été marquée par la colonisation française et est demeurée un foyer important pour la culture touareg. La découverte d'uranium dans le département d'Arlit à la fin des années 1960 a cependant changé la donne, tout autant que l'évolution du mode de vie des populations touarègues, ayant de plus en plus tendance à se sédentariser.

### Rébellion touarègue
Iférouane a été l'épicentre de la Rébellion touarègue de 2007-2009, lorsque le 7 février 2007 le Mouvement des Nigériens pour la justice (MNJ) prend la caserne d'Iférouane. Pendant plus de deux ans, la zone d'Iférouane est le théâtre de combats ayant entrainé le départ forcé de la majorité de la population de la ville. Depuis 2010, la situation est cependant stabilisée et les déplacés internes rentrés pour la plupart chez eux.

## Localités
La commune s'étend sur 7 villages, 114 camps et 23 points d'eau au nord du département d'Iférouane.

## Personnalités nées à Iférouane
- Brigi Rafini (1953-), homme politique nigérien, Premier ministre du Niger de 2011 à 2021.